# Radiación cósmica

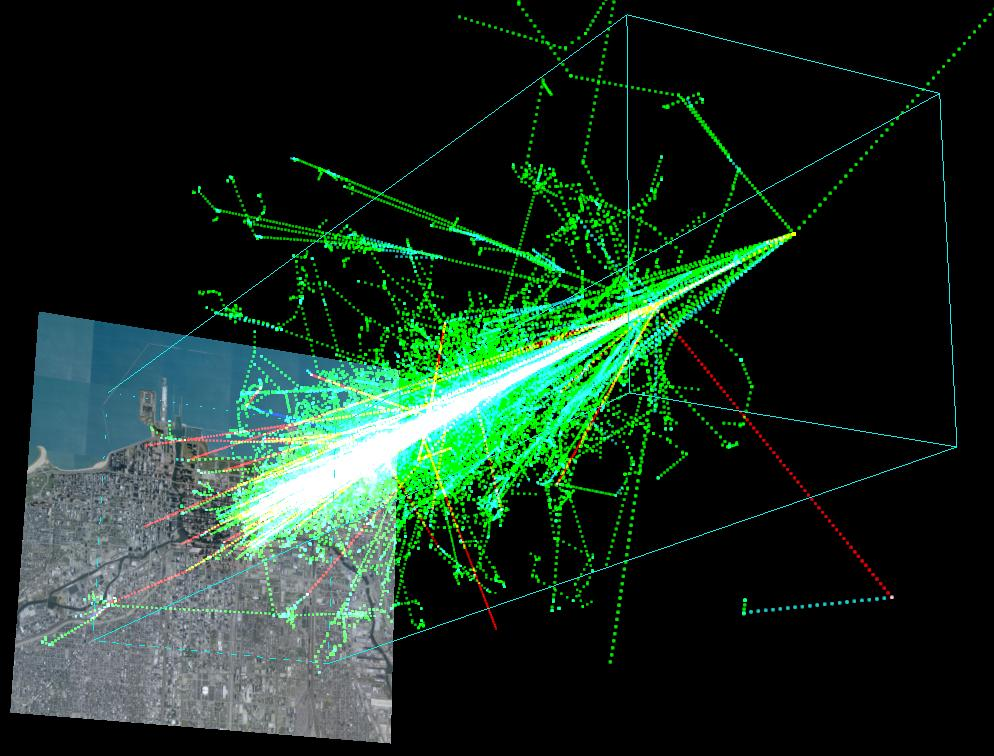
Simulación del impacto de una partícula de 1 TeV (10^{12} eV) proveniente del espacio exterior, y de la radiación cósmica consecuente, sobre Chicago.

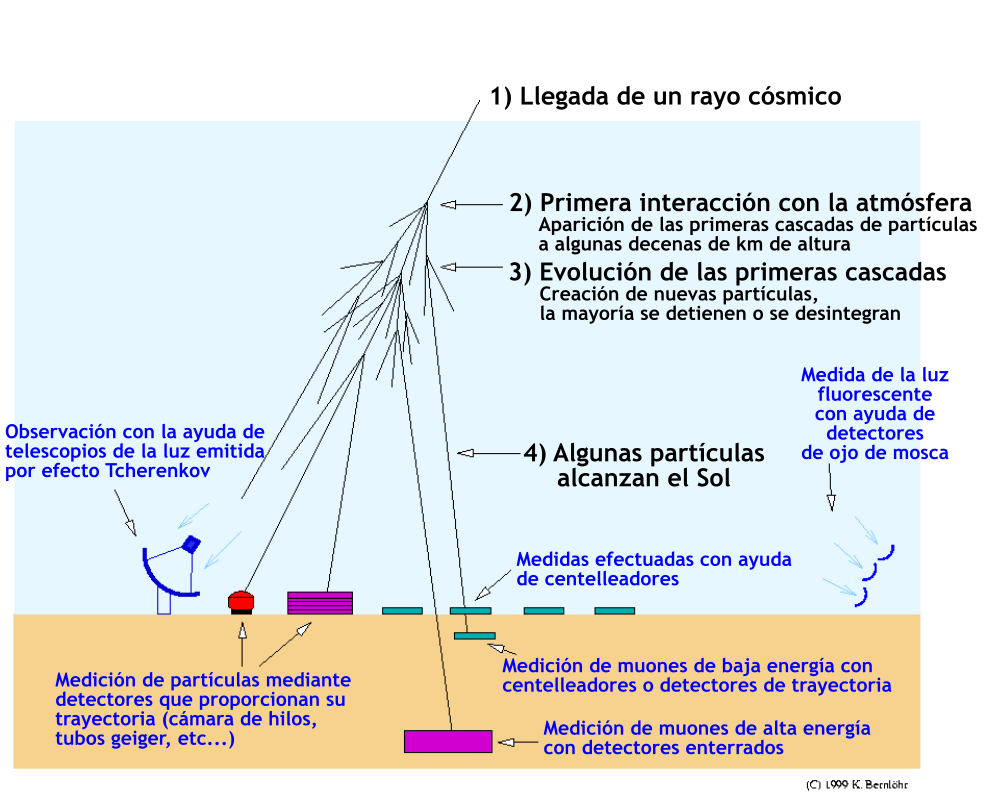
Representación de los distintos detectores de rayos cósmicos.

Los rayos cósmicos, también llamados radiación cósmica, son partículas subatómicas procedentes del espacio exterior cuya energía es muy elevada debido a su gran velocidad. Se descubrieron cuando se comprobó que la conductividad eléctrica de la atmósfera terrestre se debe a la ionización causada por radiaciones de alta energía.
En 1911, Victor Franz Hess, físico austríaco, demostró que la ionización atmosférica aumenta proporcionalmente a la altitud. Concluyó que la radiación debía proceder del espacio exterior.
El descubrimiento de que la intensidad de radiación depende de la altitud indica que las partículas integrantes de la radiación están eléctricamente cargadas y que las desvía el campo magnético terrestre.
Ernest Rutherford y sus colaboradores, contraria y anteriormente a las experiencias de Hess, supusieron que la ionización observada por el espectroscopio se debía a la radiactividad terrestre, ya que, medidas realizadas en 1910 en la base y la cúspide de la Torre Eiffel, así lo detectaban.
Robert Andrews Millikan acuñó la expresión rayos cósmicos tras sus propias mediciones que concluyeron en que, efectivamente, eran de origen muy lejano, incluso exterior al sistema solar.

## Historia
Tras el descubrimiento de la radiactividad por Henri Becquerel en 1896, se aceptaba que la electricidad atmosférica —ionización del aire— era provocada exclusivamente por la radiación generada a su vez por elementos radiactivos en el suelo y por los gases radiactivos o isótopos de radón que aquellos producen. La posterior medición, durante la década de 1900 a 1910, de la tasa de ionización (ritmo de ionización del aire) respecto a la altitud demostró un descenso que podía explicarse por la absorción de la radiación ionizante por el aire interpuesto.

## Descubrimiento
En 1909, Theodor Wulf desarrolló el primer electrómetro. Este era un instrumento diseñado para medir la tasa de producción de iones dentro de un contenedor sellado herméticamente. Wulf usó este instrumento para demostrar que los niveles de radiación ionizante en la cúspide de la Torre Eiffel eran mayores que en su base. Sin embargo, su artículo, publicado en Physikalische Zeitschrift, no encontró amplia aceptación. En 1911, Domenico Pacini observó variaciones simultáneas de la tasa de ionización sobre un lago, sobre el mar y a una profundidad de 3 metros bajo la superficie. Del descenso observado bajo el agua, Pacini concluyó que una parte de la ionización se debe a fuentes distintas de la radiactividad terrestre. 

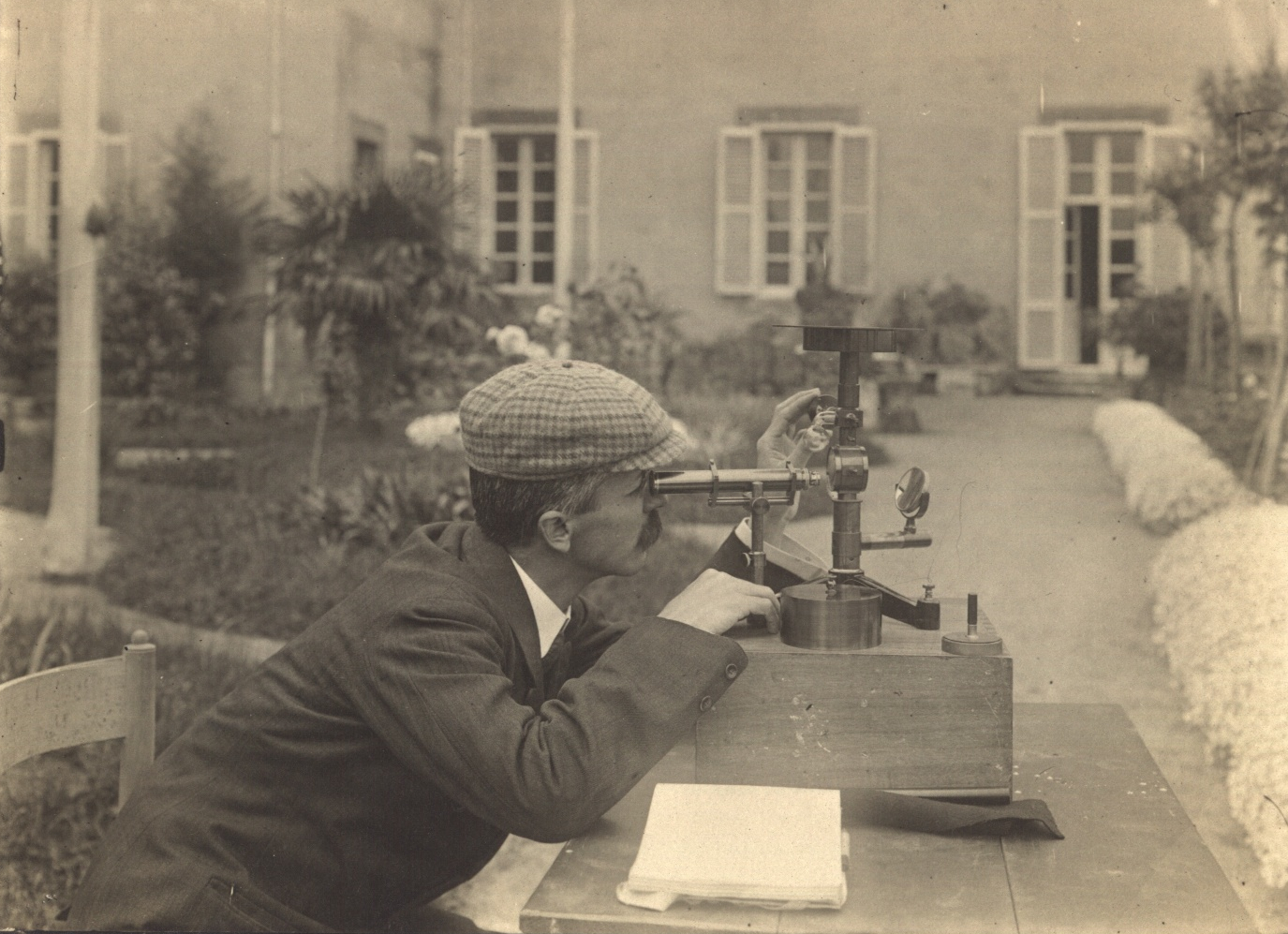
Pacini realizando una medición en 1910.

Más tarde, en 1912, Victor Hess elevó tres electrómetros Wulf de precisión mejorada a una altitud de 5300 metros usando un globo aerostático y encontró que la tasa de ionización se multiplicaba aproximadamente por cuatro en comparación con la que podía medirse a nivel del suelo. Hess también descartó al Sol como la fuente de radiación responsable mediante un nuevo ascenso en globo durante un eclipse de Sol casi total. Cuando la Luna estaba bloqueando la mayor parte de la radiación solar visible, Hess todavía pudo medir una tasa de ionización en aumento con la altura, y concluyó: "La mejor explicación al resultado de mis observaciones viene dada por la suposición de que una radiación de un enorme poder de penetración entra en nuestra atmósfera desde arriba".  En 1913-1914, Werner Kolhörster confirmó las primeras observaciones de Hess al medir el incremento de la tasa de ionización a 9 km de altitud.

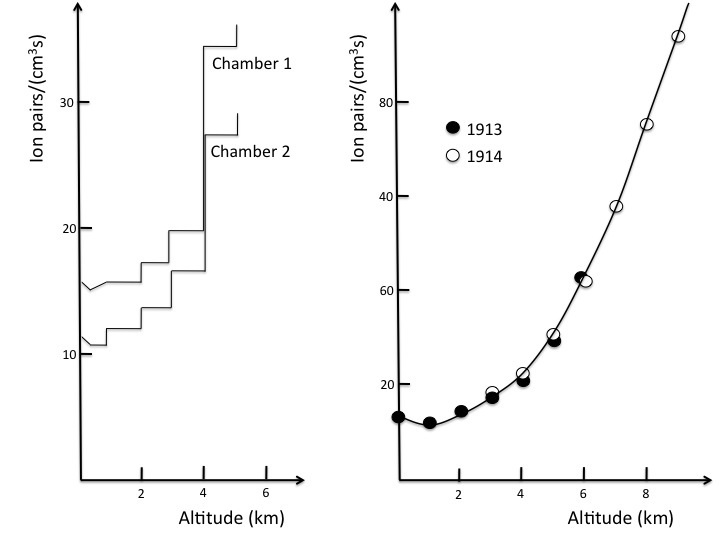
Incremento de la tasa de ionización con la altitud medida por Victor Hess en 1912 (izquierda) y por Kolhörster (derecha).

Hess recibió el Premio Nobel de física en 1936, por su descubrimiento.
El vuelo del globo de Hess tuvo lugar el 7 de agosto de 1912. Exactamente 100 años después, el 7 de agosto de 2012, el vehículo Mars Science Laboratory midió los niveles de radiación ionizante por primera vez en otro planeta por medio de su RAD (Detector de evaluación de radiación, por las siglas en inglés de Radiation Assessment Detector).

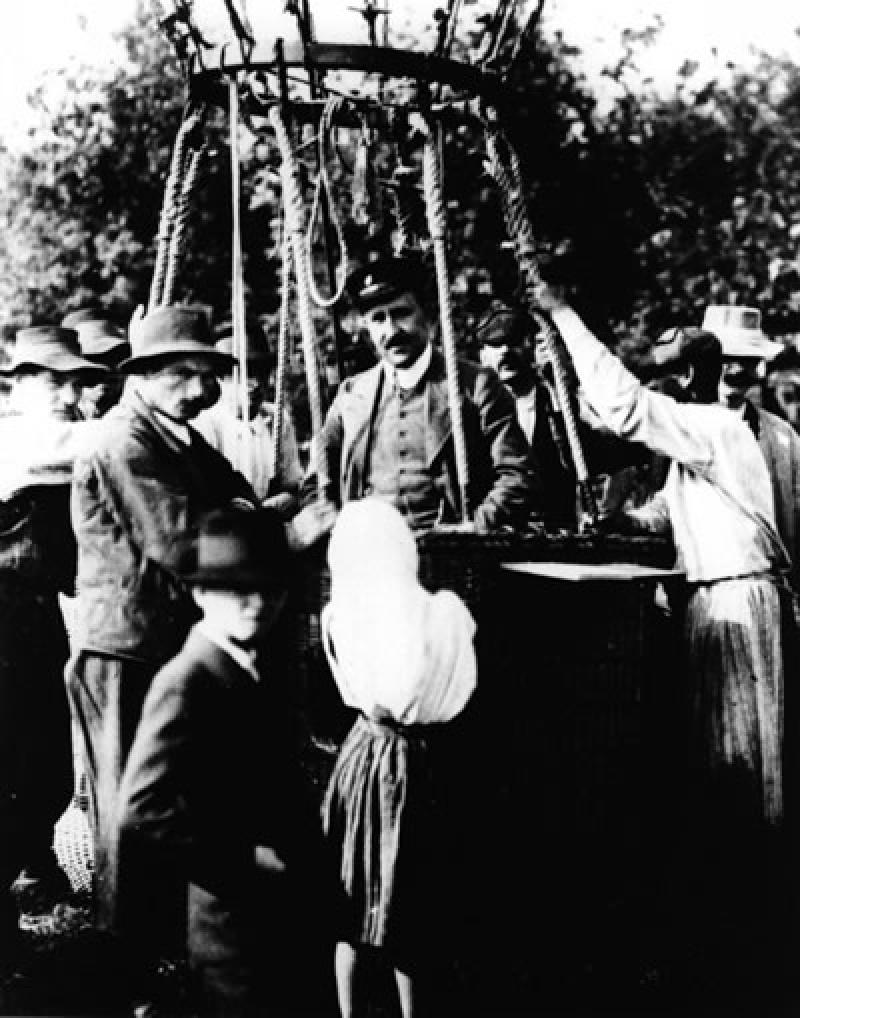
Hess aterriza tras su vuelo en globo de 1912.

## Origen
Aún no está claro el origen de los rayos cósmicos. Se sabe que, en los períodos en que se emiten grandes erupciones solares, el Sol emite rayos cósmicos de baja energía, pero estos fenómenos estelares no son frecuentes. Por lo tanto, no son motivo de explicación del origen de esta radiación. Tampoco lo son las erupciones de otras estrellas semejantes al Sol. Las grandes explosiones de supernovas son, al menos, responsables de la aceleración inicial de gran parte de los rayos cósmicos, ya que los restos de dichas explosiones son potentes fuentes de radio, que implican presencia de electrones de alta energía.
En 2007, un grupo de científicos argentinos del Observatorio Pierre Auger realizó un espectacular descubrimiento que inauguró una nueva rama de la astronomía. Este grupo encontró evidencias de que la mayor parte de las partículas de rayos cósmicos proviene de una constelación cercana: Centaurus. Esta constelación contiene una galaxia de núcleo activo, cuyo núcleo se debe a la existencia de un agujero negro (probablemente supermasivo), al caer la materia a la ergosfera del agujero negro y rotar velozmente.
A enormes velocidades, centrífugamente, se fuga parte de esa materia, constituida por protones y neutrones. Al alcanzar la Tierra (u otros planetas con atmósferas suficientemente densas) sólo llegan los protones, los cuales, tras chocar contra las capas superiores atmosféricas, caen en cascadas de rayos cósmicos. El descubrimiento observado en Centaurus parece ser extrapolable a todas las galaxias de núcleos activados por agujeros negros.
También se cree que, como resultado de las ondas de choque procedentes de las supernovas que se propagan hasta el espacio interestelar, en este se genera aceleración adicional. No existen pruebas directas de que las supernovas contribuyan de manera significativa a los rayos cósmicos. Sin embargo, se sugiere que las estrellas binarias de rayos X pueden ser fuentes de rayos cósmicos. En esos sistemas, una estrella normal cede masa a su complementaria, a una estrella de neutrones o bien a un agujero negro.
Los estudios radioastronómicos de otras galaxias muestran que estas también contienen electrones de alta energía. Los centros de algunas galaxias emiten ondas de radio de mucha mayor intensidad que la Vía Láctea. Esto indica que contienen fuentes de partículas de alta energía.

## Componentes a nivel del mar
Los rayos cósmicos que alcanzan la atmósfera en su capa superior son, principalmente (98%), protones y partículas alfa de alta energía. El resto está constituido por electrones y partículas pesadas ionizadas. A estas se les denomina partículas primarias.
Estas partículas cargadas interaccionan con la atmósfera y el campo magnético terrestre, se convierten en partículas secundarias (son producto de la interacción de las partículas primarias con la atmósfera) y se distribuyen de tal modo que, debido al campo magnético, la mayor intensidad de las partículas que alcanzan el suelo ocurre en los polos.
Por tanto, la componente de partículas que alcanzan el suelo varía según la altitud (a mayor altura, menos atmósfera con la cual interaccionar) y por la latitud (a mayor latitud, mayor cantidad de partículas desviadas por el campo magnético), y propician cierta variación con el ciclo solar (de 11 años).
A nivel del mar y a una latitud de unos 45° N, los componentes importantes de estas partículas son:
- muones: 72%
- fotones: 15%
- neutrones: 9%

Las dosis recibidas debido a los rayos cósmicos varían entre 300 μSv (microsieverts) y 2 000 μSv al año. Promediada por la población, datos de ocupación y otros factores, se encuentra un valor promedio de 380 μSv/año.

## Dosis típicas
- La dosis normal debida a la radiactividad ambiente en la Tierra es de media 2.4 mSv por año, con diferencias apreciables entre países. A nivel del mar la contribución de los rayos cósmicos es de aproximadamente 0.3 mSv.
- Las dosis de radiación recibidas durante una radiografía médica van desde 0.1 a varias decenas de mSv, dependiendo del tipo de radiografía. Son niveles altos, por ello se usa protección.
- La dosis típica recibida durante un vuelo transatlántico (Europa – América del Norte) debida a rayos cósmicos galácticos es de 0.05 mSv. Puede aumentarse significativamente en el caso de eventos de partículas energéticas (se han contabilizado aumentos de hasta un factor de 10 en el caso de eventos solares muy fuerte, pero estos eventos son muy poco frecuentes y tienen una duración muy corta como para influir en la dosis anual). A lo largo de los años, viajeros frecuentes o tripulaciones de cabina de vuelo pueden llegar a acumular dosis de unos pocos mSv. El personal de las compañías aéreas (pilotos y azafatas) en los últimos años han llevado la petición de realizar controles rutinarios de la radiación recibida durante los vuelos. Obviamente los rayos cósmicos van perdiendo intensidad a medida que se acercan a la superficie terrestre (se van desintegrando en partículas más débiles), pero a grandes alturas, son peligrosos.

## Cascadas de rayos cósmicos
Las lluvias o cascadas de partículas subatómicas se originan por acción de rayos cósmicos primarios, cuya energía puede ser superior a 1020 eV (electronvoltios): cien millones de veces superior a la que se puede impartir a una partícula subatómica en los más potentes aceleradores de partículas.
Cuando un rayo cósmico de alta energía llega a la atmósfera terrestre interactúa con átomos de ésta, choca contra los gases y libera electrones. Este proceso excita los átomos y genera nuevas partículas. Estas, a su vez, colisionan contra otras y provocan una serie de reacciones nucleares, que originan nuevas partículas que repiten el proceso en cascada. Así, puede formarse una cascada de más de 1011 nuevas partículas. Los corpúsculos integrantes de las cascadas se pueden medir con distintos tipos de detectores de partículas, generalmente basados en la ionización de la materia o en el efecto Cherenkov.

## Métodos de detección

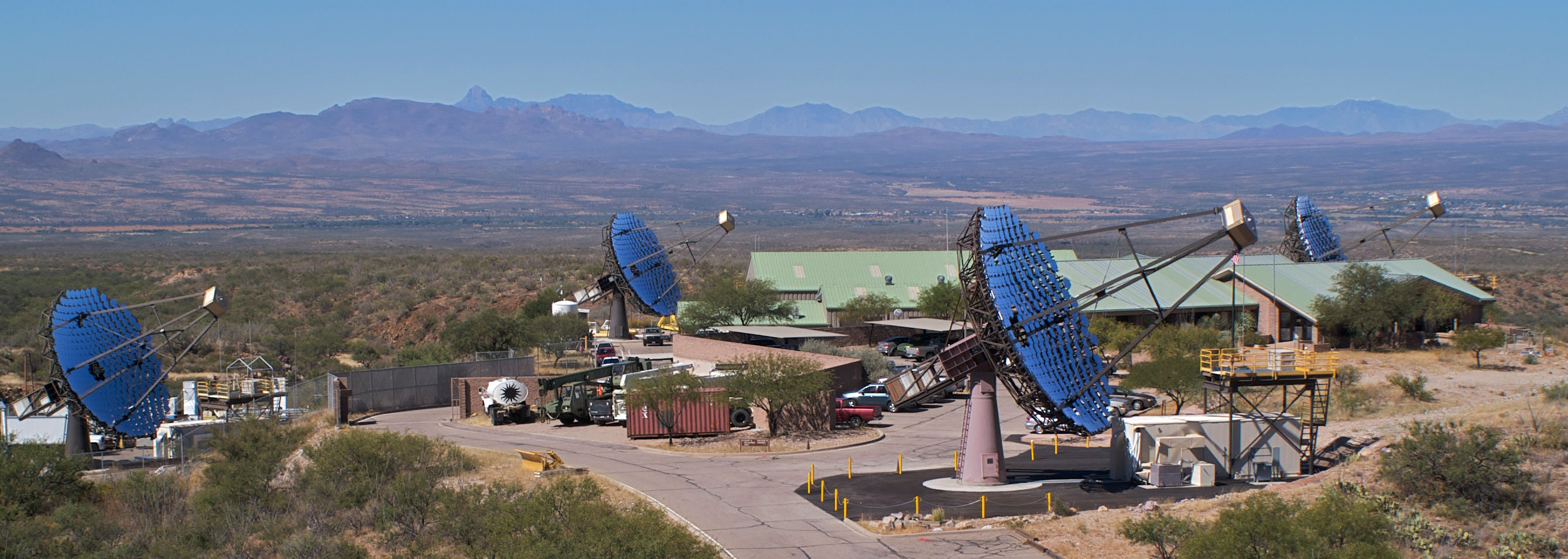
El conjunto de telescopios Cherenkov de aire VERITAS

Hay dos clases principales de métodos de detección. En primer lugar, la detección directa de los rayos cósmicos primarios en el espacio o a gran altura mediante instrumentos transportados en globos. En segundo lugar, la detección indirecta de las partículas secundarias, es decir, las extensas lluvias de aire a energías más altas. Aunque ha habido propuestas y prototipos para la detección de duchas de aire en el espacio y a bordo de globos, los experimentos actualmente en funcionamiento para los rayos cósmicos de alta energía están basados en tierra. En general, la detección directa es más precisa que la indirecta. Sin embargo, el flujo de rayos cósmicos disminuye con la energía, lo que dificulta la detección directa para el rango de energía superior a 1 PeV. Tanto la detección directa como la indirecta se realizan mediante varias técnicas.

### Detección directa
La detección directa es posible mediante todo tipo de detectores de partículas en la EEI, en satélites o en globos de gran altitud. Sin embargo, hay restricciones de peso y tamaño que limitan las opciones de los detectores.
Un ejemplo de la técnica de detección directa es un método basado en pista nuclear desarrollado por Robert Fleischer, P. Buford Price, y Robert M. Walker para su uso en globos de gran altitud. En este método, las hojas de plástico transparente, como 0,25 mm Lexan policarbonato, se apilan y se exponen directamente a los rayos cósmicos en el espacio o a gran altura. La carga nuclear provoca la ruptura de enlaces químicos o ionización en el plástico. En la parte superior de la pila de plástico la ionización es menor, debido a la alta velocidad de los rayos cósmicos. A medida que la velocidad de los rayos cósmicos disminuye debido a la desaceleración en la pila, la ionización aumenta a lo largo del camino. Las láminas de plástico resultantes se "graban" o se disuelven lentamente en una solución cáustica caliente de hidróxido de sodio, que elimina el material de la superficie a un ritmo lento y conocido. El hidróxido de sodio cáustico disuelve el plástico a un ritmo más rápido a lo largo de la trayectoria del plástico ionizado. El resultado neto es una picadura cónica en el plástico. Las picaduras se miden con un microscopio de alta potencia (normalmente 1600× de inmersión en aceite), y la velocidad de grabado se traza en función de la profundidad en el plástico apilado.
Esta técnica produce una curva única para cada núcleo atómico de 1 a 92, lo que permite identificar tanto la carga como la energía del rayo cósmico que atraviesa la pila de plástico. Cuanto más extensa sea la ionización a lo largo de la trayectoria, mayor será la carga. Además de sus usos para la detección de rayos cósmicos, la técnica también se utiliza para detectar núcleos creados como productos de fisión nuclear.

### Detección indirecta
Existen varios métodos terrestres de detección de rayos cósmicos actualmente en uso, que pueden dividirse en dos categorías principales: la detección de partículas secundarias que forman lluvias de aire extensas (EAS) mediante varios tipos de detectores de partículas, y la detección de la radiación electromagnética emitida por EAS en la atmósfera.
Las matrices de lluvias de aire extensas formadas por detectores de partículas miden las partículas cargadas que las atraviesan. Los conjuntos EAS pueden observar una amplia zona del cielo y pueden estar activos más del 90% del tiempo. Sin embargo, son menos capaces de separar los efectos de fondo de los rayos cósmicos que los telescopios air Cherenkov. La mayoría de los conjuntos EAS de última generación emplean centelleadores de plástico. También se utiliza agua (líquida o congelada) como medio de detección a través del cual las partículas pasan y producen radiación Cherenkov para hacerlas detectables. Por ello, varias matrices utilizan detectores de agua/hielo-Cherenkov como alternativa o además de los centelleadores.
Mediante la combinación de varios detectores, algunas matrices de EAS tienen la capacidad de distinguir los muones de las partículas secundarias más ligeras (fotones, electrones, positrones). La fracción de muones entre las partículas secundarias es una forma tradicional de estimar la composición de masa de los rayos cósmicos primarios.
Un método histórico de detección de partículas secundarias que todavía se utiliza con fines de demostración implica el uso de la cámara de niebla para detectar los muones secundarios creados cuando un pion decae. Las cámaras de nubes, en particular, pueden construirse con materiales ampliamente disponibles y pueden construirse incluso en un laboratorio de escuela secundaria. Un quinto método, que implica cámara de burbujas, puede utilizarse para detectar partículas de rayos cósmicos.
Más recientemente, los dispositivos CMOS de las cámaras omnipresentes de los teléfonos inteligentes se han propuesto como una red distribuida práctica para detectar las lluvias de aire de los rayos cósmicos de ultra alta energía. La primera app en explotar esta propuesta fue el experimento CRAYFIS (Cosmic RAYs Found in Smartphones).edu/paper.pdf CRAYFIS detector array paper.  En 2017, la colaboración CREDO (Cosmic Ray Extremely Distributed Observatory) lanzó la primera versión de su app completamente de código abierto para dispositivos Android. Desde entonces, la colaboración ha atraído el interés y el apoyo de muchas instituciones científicas, centros educativos y miembros del público de todo el mundo. La investigación futura tiene que demostrar en qué aspectos esta nueva técnica puede competir con las matrices de EAS dedicadas.
El primer método de detección de la segunda categoría se llama telescopio Cherenkov de aire, diseñado para detectar rayos cósmicos de baja energía (<200 GeV) mediante el análisis de su radiación Cherenkov, que para los rayos cósmicos son rayos gamma emitidos al viajar más rápido que la velocidad de la luz en su medio, la atmósfera. Aunque estos telescopios son extremadamente buenos para distinguir entre la radiación de fondo y la de origen de rayos cósmicos, sólo pueden funcionar bien en noches despejadas sin que brille la Luna, tienen campos de visión muy pequeños y sólo están activos durante un pequeño porcentaje del tiempo.
Un segundo método detecta la luz de la fluorescencia del nitrógeno causada por la excitación del nitrógeno en la atmósfera por las partículas que se mueven a través de ella. Este método es el más preciso para los rayos cósmicos en las energías más altas, en particular cuando se combina con conjuntos de detectores de partículas EAS. Al igual que la detección de la luz Cherenkov, este método se limita a las noches claras.
Otro método detecta las ondas de radio emitidas por las lluvias de aire. Esta técnica tiene un alto ciclo de trabajo similar al de los detectores de partículas. La precisión de esta técnica se ha mejorado en los últimos años, tal y como demuestran varios prototipos de experimentos, y puede convertirse en una alternativa a la detección de la luz Cherenkov atmosférica y la luz de fluorescencia, al menos a altas energías.